# Kilmington (Wiltshire)
Pour les articles homonymes, voir Kilmington.
Kilmington est une paroisse civile et un village du Wiltshire, en Angleterre.